# 伊萬尼夫卡 (伊久姆市鎮)
49°16′22″N 37°6′10″E / 49.27278°N 37.10278°E
伊萬尼夫卡（烏克蘭語：Іванівка）是位於烏克蘭東部的村莊，由哈爾科夫州伊久姆區的伊久姆市鎮負責管轄。該村始建於十八世紀，面積0.91平方公里，海拔高度110米，2001年人口146，人口密度每平方公里160.6人。